# 1668
Il 1668 (MDCLXVIII in numeri romani) è un anno bisestile del XVII secolo.

## Eventi
- Francesco Redi confuta la teoria della generazione spontanea di vermi in carne putrefatta.
- Paolo Spinola diventa Governatore del Ducato di Milano.
- 1º gennaio – A Lisbona, viene firmato un trattato di pace tra Alfonso VI del Portogallo e Carlo II di Spagna, con la mediazione di Carlo II d'Inghilterra, con il quale il Portogallo cedeva la città di Ceuta alla Spagna.
- 28 gennaio – Roma: esce il primo numero del Giornale de' letterati.
- 13 febbraio – Gli spagnoli riconoscono formalmente l'indipendenza del Portogallo con il Trattato di Lisbona.
- 2 maggio – La Pace di Aquisgrana pone fine alla Guerra di devoluzione. La Francia, pur vittoriosa, non ottiene risultati particolarmente significativi, annette una serie di piazzeforti, ma rinuncia alla Franca Contea.
- Il territorio di Adrara San Martino viene diviso in Adrara San Rocco e Adrara San Martino.

## Nati

### Gennaio
- 5 gennaio - Johanna Herolt-Graff, pittrice, disegnatrice e illustratrice tedesca
- 28 gennaio - Pietro Baratta, scultore italiano († 1729)

### Febbraio
- 2 febbraio - Vincenzo Bichi, cardinale e arcivescovo cattolico italiano († 1750)
- 9 febbraio - Antonio Maria Marini, pittore italiano († 1725)
- 20 febbraio - Giovanni Battista Cotta, presbitero e scrittore italiano († 1738)

### Marzo
- 9 marzo - Augustin Coppens, pittore e incisore fiammingo († 1740)
- 12 marzo - Giacinto Gimma, abate e critico letterario italiano († 1735)
- 17 marzo - Johann Hübner, geografo, storico e insegnante tedesco († 1731)
- 20 marzo - Giuseppe Bonatti, organaro italiano († 1752)
- 27 marzo - Cornelio Bentivoglio, cardinale, arcivescovo cattolico e scrittore italiano († 1732)
- 30 marzo - Giuseppe Ignazio D'Arcour, nobile italiano († 1727)

### Aprile
- 5 aprile - Giuseppe Bolagnos, nobile, diplomatico e politico spagnolo († 1732)
- 6 aprile - Tommaso Campailla, filosofo, poeta e medico italiano († 1740)
- 18 aprile - Giuseppe Maria Positano, arcivescovo cattolico italiano († 1730)
- 22 aprile - Giovanni Paolo Torti Rogadei, abate e vescovo cattolico italiano († 1742)
- 23 aprile - Francesco Fontana, architetto e ingegnere italiano († 1708)

### Maggio
- 6 maggio - Alain-René Lesage, romanziere e commediografo francese († 1747)
- 9 maggio - Gioacchino Federico di Schleswig-Holstein-Sonderburg-Plön, principe danese († 1722)
- 18 maggio - Jacques-Antoine Arlaud, pittore e miniatore svizzero († 1743)

### Giugno
- 7 giugno - Theodorus van der Croon, arcivescovo vetero-cattolico olandese († 1739)
- 23 giugno - Louis François Marie Le Tellier de Barbazieux, politico e nobile francese († 1701)
- 23 giugno - Giambattista Vico, filosofo, storico e giurista italiano († 1744)

### Luglio
- 6 luglio - Pieter Burman il Vecchio, filologo classico olandese († 1741)
- 13 luglio - Carlo Federico di Anhalt-Bernburg, principe tedesco († 1721)
- 17 luglio - Marino III Caracciolo, V principe di Avellino, principe, militare e diplomatico italiano († 1720)
- 21 luglio - Federico Enrico di Sassonia-Zeitz-Pegau-Neustadt, principe tedesco († 1713)
- 22 luglio - Joseph Le Moyne de Sérigny, militare francese († 1734)

### Agosto
- 20 agosto - Domenico Lazzarini, umanista, filologo e presbitero italiano († 1734)

### Settembre
- 3 settembre - Elisabetta di Meclemburgo-Güstrow, nobildonna tedesca († 1738)
- 7 settembre - Laurenz Tanner, politico svizzero († 1729)
- 8 settembre - Giorgio Baglivi, anatomista italiano († 1707)
- 16 settembre - Maddalena Claudia del Palatinato-Zweibrücken-Birkenfeld, nobile tedesca († 1704)
- 23 settembre - Pompeo Aldrovandi, cardinale e arcivescovo cattolico italiano († 1752)
- 28 settembre - Gabriele Hawa, arcivescovo cattolico siriano († 1752)

### Ottobre
- 3 ottobre - Uberto Benvoglienti, storico italiano († 1733)
- 14 ottobre - Caspar Commelin, botanico e medico olandese († 1731)
- 15 ottobre - Johannes Schuyler, politico statunitense († 1747)
- 17 ottobre - Giovanni Francesco Maria Tenderini, vescovo cattolico italiano († 1739)
- 18 ottobre - Giovanni Giorgio IV di Sassonia, nobile tedesco († 1694)
- 24 ottobre - Petr Brandl, pittore boemo († 1735)
- 29 ottobre - James Littleton, militare e politico inglese († 1723)
- 30 ottobre - Sofia Carlotta di Hannover, regina († 1705)
- 30 ottobre - Giuseppe Tonelli, pittore italiano († 1732)

### Novembre
- 1º novembre - Francesco Maria Tansi, vescovo cattolico italiano († 1723)
- 10 novembre - François Couperin, compositore, clavicembalista e organista francese († 1733)
- 10 novembre - Luigi III di Borbone-Condé, generale francese († 1710)
- 11 novembre - Johann Albert Fabricius, bibliografo e bibliotecario tedesco († 1736)
- 13 novembre - Crispino da Viterbo, religioso italiano († 1750)
- 14 novembre - Johann Lucas von Hildebrandt, architetto austriaco († 1745)
- 18 novembre - Federico Guglielmo di Schleswig-Holstein-Sonderburg-Augustenburg, nobile danese († 1714)
- 19 novembre - Filippo Guglielmo Augusto del Palatinato, nobile tedesco († 1693)
- 24 novembre - Felicjan Konstanty Szaniawski, vescovo cattolico polacco († 1732)
- 27 novembre - Henri François d'Aguesseau, giurista e politico francese († 1751)
- 30 novembre - Guglielmo Augusto di Sassonia-Eisenach, duca tedesco († 1671)

### Dicembre
- 9 dicembre - Lodovico Pico della Mirandola, cardinale italiano († 1743)
- 11 dicembre - Domenico Maria Viani, pittore italiano († 1711)
- 11 dicembre - Apostolo Zeno, poeta, librettista e giornalista italiano († 1750)
- 16 dicembre - Jean-François-Paul Le Fèvre de Caumartin, vescovo cattolico francese († 1733)
- 16 dicembre - Constantyn Netscher, pittore olandese († 1723)
- 16 dicembre - Antonio Francesco Valenti, funzionario e arcivescovo cattolico italiano († 1731)
- 21 dicembre - Carlo Tommaso Maillard de Tournon, cardinale e patriarca cattolico italiano († 1710)
- 31 dicembre - Herman Boerhaave, medico, chimico e botanico olandese († 1738)

### Senza giorno specificato
- Sultan Husayn, sovrano persiano († 1726)
- Thomas Archer, architetto inglese († 1743)
- Giuseppe Benaglio, giurista, scrittore e storico italiano († 1735)
- Isabella FitzRoy, duchessa di Grafton, nobile inglese († 1723)
- Joseph Bingham, storico britannico († 1723)
- George Byng, I visconte Torrington, ammiraglio e diplomatico inglese († 1733)
- Stefano Durazzo, doge († 1744)
- Basil Feilding, IV conte di Denbigh, nobile e politico inglese († 1717)
- Jean Gilles, compositore francese († 1705)
- Domenico Guidobono, pittore italiano († 1746)
- Andreas von Gundelsheimer, medico e botanico tedesco († 1715)
- Nicola van Houbraken, pittore italiano († 1733)
- Raimondo Manzini, pittore italiano († 1744)
- Fanchon Moreau, soprano francese
- Maria Elena Panzacchi, pittrice e disegnatrice italiana († 1737)
- Giulio Quaglio il Giovane, pittore italiano († 1751)
- Claude Rabuel, matematico e gesuita francese († 1768)
- Anikita Ivanovič Repnin, generale russo († 1726)
- Bartolomeo Rota, mercante e nobile italiano († 1751)
- Antonio Simbenati, pittore italiano
- George Sorocold, ingegnere inglese († 1738)
- Carlo Antonio Tavella, pittore italiano († 1738)
- Ilario Tranquillo, teologo e scrittore italiano († 1743)
- Jurij Jur'evič Trubeckoj, ufficiale russo († 1739)
- Thomas Woolston, teologo inglese († 1733)
- Artus Timoleone Luigi di Cossé-Brissac, militare francese († 1709)

## Morti

### Gennaio
- 4 gennaio - Giovanni Antonio Lupi, vescovo cattolico italiano (n. 1598)
- 6 gennaio - Maddalena Sibilla di Sassonia, principessa (n. 1617)
- 6 gennaio - Luis de Benavides Carrillo, generale e politico spagnolo (n. 1608)
- 12 gennaio - Jean Bourdon, funzionario francese (n. 1601)
- 15 gennaio - Johannes Goedaert, incisore, pittore e naturalista olandese (n. 1617)
- 16 gennaio - Charles Alphonse Du Fresnoy, pittore e scrittore francese (n. 1611)
- 22 gennaio - Giovanni Battista Maria Pallotta, cardinale italiano (n. 1594)
- 31 gennaio - Hermann Busenbaum, gesuita e teologo tedesco (n. 1600)

### Febbraio
- 2 febbraio - Antonio del Castillo y Saavedra, pittore spagnolo (n. 1616)
- 8 febbraio - Alessandro Tiarini, pittore italiano (n. 1577)
- 18 febbraio - Girolamo Farnese, cardinale italiano (n. 1599)
- 21 febbraio - John Thurloe,  britannico (n. 1616)

### Marzo
- 7 marzo - Odoardo Ceccarelli, tenore, compositore e scrittore italiano
- 20 marzo - Nicolas Mignard, pittore e incisore francese (n. 1606)
- 29 marzo - Luis de Guzmán Ponce de Leon, generale e politico spagnolo (n. 1605)

### Aprile
- 7 aprile - William Davenant, poeta e drammaturgo britannico (n. 1606)
- 14 aprile - Robert Giffard, chirurgo francese (n. 1587)
- 21 aprile - Jan Boeckhorst, pittore tedesco

### Maggio
- 2 maggio - Jan Baptist van Deynum, pittore fiammingo (n. 1620)
- 8 maggio - Maria Caterina di Sant'Agostino, religiosa francese (n. 1632)
- 19 maggio - Philips Wouwerman, pittore e disegnatore olandese (n. 1619)
- 21 maggio - Francesco Campitelli, nobile e politico italiano (n. 1596)
- 26 maggio - Giovanni Giuda Giona Battista, ebraista e diplomatico italiano (n. 1588)

### Giugno
- 1º giugno - Guidobaldo Thun, cardinale e arcivescovo cattolico austriaco (n. 1616)
- 21 giugno - Agostino Castelvì, politico e militare italiano
- 26 giugno - Giovanni Ambrogio Marini, scrittore italiano (n. 1596)

### Luglio
- 21 luglio - Manuel de los Cobos y Luna, politico italiano

### Agosto
- 2 agosto - Annibale Gonzaga, militare italiano (n. 1602)
- 5 agosto - Antonio Annibale Nasini, pittore italiano (n. 1631)
- 9 agosto - Jacob Balde, gesuita, poeta e latinista tedesco (n. 1604)
- 11 agosto - Johann Marquart, giurista tedesco (n. 1610)
- 23 agosto - Artus Quellinus il Vecchio, scultore fiammingo (n. 1609)
- 25 agosto - Eleonora Gonzaga, religiosa italiana (n. 1586)

### Settembre
- 7 settembre - Lucas Bueno, vescovo cattolico spagnolo
- 15 settembre - Isaac Habert, teologo e vescovo cattolico francese
- 15 settembre - Jan Miense Molenaer, pittore olandese
- 16 settembre - Paolo Emilio Rondinini, cardinale e vescovo cattolico italiano (n. 1617)

### Ottobre
- 2 ottobre - Jean Daret, pittore e incisore francese (n. 1614)
- 13 ottobre - Algernon Percy, X conte di Northumberland, militare inglese (n. 1602)
- 23 ottobre - Giovanni Rovetta, presbitero e compositore italiano

### Novembre
- 6 novembre - Claude Picot, abate francese (n. 1614)
- 12 novembre - Giovanni Battista Lorenzetti, pittore italiano
- 15 novembre - Camilla Virginia Savelli Farnese, religiosa italiana (n. 1602)
- 21 novembre - Adolfo Guglielmo di Sassonia-Eisenach, nobile (n. 1632)

### Dicembre
- 3 dicembre - William Cecil, II conte di Salisbury, nobile e politico britannico (n. 1591)
- 8 dicembre - Ramiro Felipe Núñez de Guzmán, politico spagnolo (n. 1600)
- 9 dicembre - Filippo Briezio, gesuita, storico e cartografo francese (n. 1601)
- 11 dicembre - Mademoiselle Du Parc, attrice teatrale e ballerina francese (n. 1633)
- 12 dicembre - Girolamo Ghilini, storico e presbitero italiano (n. 1589)
- 15 dicembre - Ignazio d'Amico, vescovo cattolico italiano
- 24 dicembre - Francisco de Orozco, generale e politico spagnolo (n. 1605)

### Senza giorno specificato
- Teresa Sampsonia, nobile persiana (n. 1589)
- Giulio Benso, pittore italiano (n. 1592)
- Joshua ben Israel Benveniste, rabbino e medico turco (n. 1590)
- Carlo Caproli, violinista e compositore italiano (n. 1614)
- Carlo D'Aprile, scultore, decoratore e architetto italiano (n. 1621)
- Gerolamo De Franchi Toso, doge (n. 1585)
- Willem van Diest, pittore e disegnatore olandese
- John Exton, magistrato inglese (n. 1600)
- Jacopo Gaddi, poeta e scrittore italiano (n. 1600)
- Melchiorre Gherardini, pittore italiano (n. 1607)
- Demetrio di Guria, re
- Robert van den Hoecke, pittore, incisore e architetto fiammingo (n. 1622)
- Alexander Huish, presbitero e biblista inglese (n. 1594)
- Muzio Mattei, generale italiano
- Gerard van Opstal, scultore fiammingo
- Chevalier du Plessis, pirata francese
- Vasilij Danilovič Pojarkov, esploratore russo
- Henry Power, medico britannico (n. 1623)
- Bonaventura Rubino, francescano e compositore italiano (n. 1600)
- Giulio Sauli, doge (n. 1578)
- Francesco Sbarra, drammaturgo italiano (n. 1611)
- Cesare Sermei, pittore italiano
- Johan Sinnich, teologo irlandese (n. 1613)
- Vakhtang Tchutchunashvili, re
- Placido Titi, monaco cristiano e astronomo italiano (n. 1603)
- Yamada Arinaga, militare giapponese (n. 1578)
- Adriaen de Bie, pittore e incisore fiammingo (n. 1593)

## Calendario
| Calendario 1668 | Calendario 1668 | Calendario 1668 | Calendario 1668 | Calendario 1668 | Calendario 1668 | Calendario 1668 | Calendario 1668 | Calendario 1668 | Calendario 1668 | Calendario 1668 | Calendario 1668 | Calendario 1668 | Calendario 1668 | Calendario 1668 | Calendario 1668 | Calendario 1668 | Calendario 1668 | Calendario 1668 | Calendario 1668 | Calendario 1668 | Calendario 1668 | Calendario 1668 | Calendario 1668 | Calendario 1668 | Calendario 1668 | Calendario 1668 | Calendario 1668 | Calendario 1668 | Calendario 1668 | Calendario 1668 | Calendario 1668 | Calendario 1668 |
| --------------- | --------------- | --------------- | --------------- | --------------- | --------------- | --------------- | --------------- | --------------- | --------------- | --------------- | --------------- | --------------- | --------------- | --------------- | --------------- | --------------- | --------------- | --------------- | --------------- | --------------- | --------------- | --------------- | --------------- | --------------- | --------------- | --------------- | --------------- | --------------- | --------------- | --------------- | --------------- | --------------- |
|                 | 1               | 2               | 3               | 4               | 5               | 6               | 7               | 8               | 9               | 10              | 11              | 12              | 13              | 14              | 15              | 16              | 17              | 18              | 19              | 20              | 21              | 22              | 23              | 24              | 25              | 26              | 27              | 28              | 29              | 30              | 31              |                 |
| Gennaio         | Do              | Lu              | Ma              | Me              | Gi              | Ve              | Sa              | Do              | Lu              | Ma              | Me              | Gi              | Ve              | Sa              | Do              | Lu              | Ma              | Me              | Gi              | Ve              | Sa              | Do              | Lu              | Ma              | Me              | Gi              | Ve              | Sa              | Do              | Lu              | Ma              |                 |
| Febbraio        | Me              | Gi              | Ve              | Sa              | Do              | Lu              | Ma              | Me              | Gi              | Ve              | Sa              | Do              | Lu              | Ma              | Me              | Gi              | Ve              | Sa              | Do              | Lu              | Ma              | Me              | Gi              | Ve              | Sa              | Do              | Lu              | Ma              | Me              |                 |                 |                 |
| Marzo           | Gi              | Ve              | Sa              | Do              | Lu              | Ma              | Me              | Gi              | Ve              | Sa              | Do              | Lu              | Ma              | Me              | Gi              | Ve              | Sa              | Do              | Lu              | Ma              | Me              | Gi              | Ve              | Sa              | Do              | Lu              | Ma              | Me              | Gi              | Ve              | Sa              |                 |
| Aprile          | Do              | Lu              | Ma              | Me              | Gi              | Ve              | Sa              | Do              | Lu              | Ma              | Me              | Gi              | Ve              | Sa              | Do              | Lu              | Ma              | Me              | Gi              | Ve              | Sa              | Do              | Lu              | Ma              | Me              | Gi              | Ve              | Sa              | Do              | Lu              |                 |                 |
| Maggio          | Ma              | Me              | Gi              | Ve              | Sa              | Do              | Lu              | Ma              | Me              | Gi              | Ve              | Sa              | Do              | Lu              | Ma              | Me              | Gi              | Ve              | Sa              | Do              | Lu              | Ma              | Me              | Gi              | Ve              | Sa              | Do              | Lu              | Ma              | Me              | Gi              |                 |
| Giugno          | Ve              | Sa              | Do              | Lu              | Ma              | Me              | Gi              | Ve              | Sa              | Do              | Lu              | Ma              | Me              | Gi              | Ve              | Sa              | Do              | Lu              | Ma              | Me              | Gi              | Ve              | Sa              | Do              | Lu              | Ma              | Me              | Gi              | Ve              | Sa              |                 |                 |
| Luglio          | Do              | Lu              | Ma              | Me              | Gi              | Ve              | Sa              | Do              | Lu              | Ma              | Me              | Gi              | Ve              | Sa              | Do              | Lu              | Ma              | Me              | Gi              | Ve              | Sa              | Do              | Lu              | Ma              | Me              | Gi              | Ve              | Sa              | Do              | Lu              | Ma              |                 |
| Agosto          | Me              | Gi              | Ve              | Sa              | Do              | Lu              | Ma              | Me              | Gi              | Ve              | Sa              | Do              | Lu              | Ma              | Me              | Gi              | Ve              | Sa              | Do              | Lu              | Ma              | Me              | Gi              | Ve              | Sa              | Do              | Lu              | Ma              | Me              | Gi              | Ve              |                 |
| Settembre       | Sa              | Do              | Lu              | Ma              | Me              | Gi              | Ve              | Sa              | Do              | Lu              | Ma              | Me              | Gi              | Ve              | Sa              | Do              | Lu              | Ma              | Me              | Gi              | Ve              | Sa              | Do              | Lu              | Ma              | Me              | Gi              | Ve              | Sa              | Do              |                 |                 |
| Ottobre         | Lu              | Ma              | Me              | Gi              | Ve              | Sa              | Do              | Lu              | Ma              | Me              | Gi              | Ve              | Sa              | Do              | Lu              | Ma              | Me              | Gi              | Ve              | Sa              | Do              | Lu              | Ma              | Me              | Gi              | Ve              | Sa              | Do              | Lu              | Ma              | Me              |                 |
| Novembre        | Gi              | Ve              | Sa              | Do              | Lu              | Ma              | Me              | Gi              | Ve              | Sa              | Do              | Lu              | Ma              | Me              | Gi              | Ve              | Sa              | Do              | Lu              | Ma              | Me              | Gi              | Ve              | Sa              | Do              | Lu              | Ma              | Me              | Gi              | Ve              |                 |                 |
| Dicembre        | Sa              | Do              | Lu              | Ma              | Me              | Gi              | Ve              | Sa              | Do              | Lu              | Ma              | Me              | Gi              | Ve              | Sa              | Do              | Lu              | Ma              | Me              | Gi              | Ve              | Sa              | Do              | Lu              | Ma              | Me              | Gi              | Ve              | Sa              | Do              | Lu              |                 |